# 宮森隆行
宮森 隆行（みやもり たかゆき、1957年8月15日 - 2013年4月23日）は、日本のヘアメイクアーティスト、ヘアメイクプランナー。雑誌・広告などで多数の女優・モデルをてがけている。東京都出身。

## 略歴
- 1983年 hair and make-up artistとして活動を開始する。
- 1988年 hair and make-up esper．を設立。
- 1999年 表参道に美容院「esper.」をオープン。ケサランパサランにて製品アドバイザーを2年間務めた。
- 2003年 エテュセ「fairy tale」× esper. 発表。
- 2004年 ヘアメイク監修を務めたNHK教育テレビジョン「にほんごであそぼ」がグッドデザイン賞の年間大賞を受賞する。
- 2005年 愛・地球博においてヘアメイクディレクションを務めた。
- 2006年 hair make-up school espers．を開講。
- 2013年4月23日 胃癌のため55歳で死去[2]。

## 人物
- 雑誌「an・an」、NHKの特番「かわいいの世界」で日本人のかわいいを作ったヘアメークアーティストとして取り上げられている。かわいいの概念を作ってきたことについて、概念の変化に関わってこれたことは今のやりがいのひとつであり、時代になんらかの変化を残していけることは、ヘアメイクの仕事の醍醐味だと語っている。[3]
- 自身の仕事のモットーとして、「過去の仕事よりも明日の仕事を楽しむこと」だと語っている。[4]
- 繊研仕事ラボのインタビュー[5]で、女性に感じる魅力について、内面に閉じている部分、コンプレックスや控え目な部分に魅力を感じ、その固く閉じている部分の良さをメイクによって引き出しぐっと光らせたいと語っている。

## 活動

### 雑誌
an・an、CUT、CUTiE、GINZA、H、mini、Olive、Zipper、Sweet、Spoon.、SPUR、装苑、VOGUE、HAPER'S、BAZZAR、フィガロジャポンなどのファッション誌他、多数の女優・モデルを起用したとらばーゆ（1994年 - 2004年）、週刊朝日（2003年 - 2006年）表紙を担当。

### CM
丸井、SONY、ロート製薬、TOYOTA、伊藤園、伊勢丹、ユニクロ、FUJITSU、NTT、PARCO、ミニストップ（プリンパフェ他）、ミスタードーナツ、マクドナルド、Calbee（ポテトチップ、さやえんどう他）、サントリー、Apple、千趣会、富士フイルム、JRA、POLA、大塚製薬、花王（ビオレ、ケープ他）、Panasonic、KOSE（Visee.、雪肌精）、カネボウ（SALA他）、モスバーガー（ロースカツ、ナンタコスetc.）、ANA、資源エネルギー省、野村證券、江崎グリコ（パナップ、コロン他）、キユーピー（アヲハタ55ジャム、すりおろしたまねぎドレッシング、たらこあえるソースパスタ、ドレッシングetc.）、クノール食品、P&G、角川書店、ミニッツメイド、Docomo、KIRIN（一番搾り他）、メグミルク、日本郵政、他多数。

### カタログ
ルイ・ヴィトン、エンポリオ・アルマーニ、mina perhonen（ルックブック／紋黄蝶）、ポール・スチュアート、レナウン、ニコルクラブ、ホコモモラ、ヴェールダンス、シンシア・ローリー、ヤブヤム、45RPM、組曲kids、mezzo piano、他多数。

### コレクション
- TSUMORI CHISATO
- I.S
- Fashion Cantata from KYOTO
- GINZA FASHION WEEK[6]

### 舞台
- 東宝『虎・野田秀樹の国性爺合戦』（1994年 ヘアメイクプランナーとして参加）
- NODAMAP『農業少女』（2000年 ヘアメイクプランナーとして参加）
- SIS company『売り言葉』（2002年 ヘアメイクプランナーとして参加)
- 蜷川幸雄演出『エクストラ　パンフレット』（2003年）
- 大竹しのぶ一人芝居『POP?』（2003年）
- NODAMAP『走れメルス』宣材（2004年)
- NODAMAP『キル』ポスター（2007年）
- NODAMAP『パイパー』（2009年 ヘアメイクプランナーとして参加）
- ミュージカル『Rody Musical』（2010年、2012年）
- NODAMAP『ザ・キャラクター』（2010年 ヘアメイクプランナーとして参加）
- NODAMAP『表にでろいっ！』（2010年 ヘアメイクプランナーとして参加）
- ミュージカルラスト・ファイブイヤーズ（2010年 ヘアメイクアドバイス）
- NODAMAP『南へ』（2011年 ヘアメイクプランナーとして参加）
- 世田谷パブリックシアター『サド侯爵夫人』チラシ（2011年）
- NODAMAP『THE BEE』カタログ（2012年）

### テレビ
- NHK教育テレビジョン『にほんごであそぼ』（ヘアメイク監修 2003年 - ）
- NHK教育テレビジョン『からだであそぼ』（ヘアメイク監修 2004年 - 2009年）
- 日本テレビ ZIP!『小林ディクショナリー』（2011年）

### イベント
- 豊田インターシティフォーラムひびのこづえコスチュームアートコレクション（1999年）
- ひびのこづえ個展テロメラーゼ　大分（2001年)
- 愛・地球博（2004年ヘアメイクプランナーとして参加）
- ミッキーマウス展 全国巡回（2004年)
- リカちゃん展 全国巡回（2008年）
- スパイラル25周年ミナペルホネン展「進行中」（2010年ヘアプランナーとして参加）
- 東京スカイツリー制服発表会（2012年）

### 講演
- フェリシモ（神戸学校）
- エテュセ ヘアショー＆ヘアメイクセミナー（東京、大阪他）

### その他
- DREAMS COME TRUE アーティストブック「ド」に参加。
- フェリシモTRIBUTE21 チャリティープレート「青い鳥」デザイン
- MODE-J ジェニーinトーキョーファッションにてコラボ（表紙作品）

### 受賞歴
- NHK教育テレビジョン『にほんごであそぼ』グッドデザイン大賞
- CM『MATCH』第41回ACC金賞
- NODAMAP『ザ・キャラクター』読売演劇大賞
- Superfly『Dancing on the fire』VMAJ 2010 最優秀ロックビデオ賞